# Stanislav Sorokin
Stanislav Sorokin est un boxeur soviétique né le 17 février 1941 à Noguinsk et mort le 2 février 1991 à Moscou.

## Carrière
Outre son bronze olympique aux Jeux olympiques d'été de 1964, Stanislav Sorokin a été champion soviétique trois fois de suite en tant que poids mouche de 1963 à 1965 et a remporté des bronzes aux Championnats soviétiques en 1961 et 1962. Sorokin a également remporté une médaille d'or en poids mouche aux Championnats des armées du monde, en 1963. Après avoir terminé sa carrière de boxeur en 1969, Sorokin a travaillé comme entraîneur de boxe dans sa ville natale de Noguinsk. Depuis 1994, un tournoi annuel est organisé à Noguinsk en son honneur.

## Palmarès

### Jeux olympiques
- médaille de bronze Jeux olympiques d'été de 1964 à Tokyo en poids mouches (-51 kg)
- médaille d'or aux Championnats des armées du monde de 1963 en poids mouches (-51 kg)
- champion soviétique en 1963
- champion soviétique en 1964
- champion soviétique en  1965